# 丁公 (宋)
丁公（ていこう）は、西周の諸侯である宋の君主。姓は子、名は申。宋公稽の子。湣公および煬公の父。宋公稽の後をうけて宋国の君主となった。